# Vincent Fauché
Vincent Fauché, né le 5 novembre 1996, à Boulogne-sur-Mer, en France, est un joueur français de basket-ball. Il évolue aux postes de meneur et d'arrière.

## Biographie
Vincent Fauché est originaire du Pas-de-Calais. Il a grandi à Hardelot dans les Hauts-de-France sur la Côte d'Opale. Passant par le pôle espoirs de Wattignies, et par le centre de formation du Limoges Cercle Saint-Pierre, ce joueur a connu l'équipe de France dans les catégories u15 et u18. Après une année en Nationale 1 à la La Charité Basket 58, il décide de rejoindre l'AS Loon-Plage en Nationale 2 pour un projet ambitieux. 

## Palmarès
Il remporte l'argent en basket 3×3 au Jeux Olympique de Paris en 2024